# Takeda-ház

A takeda család címere

A Takeda-ház (japánul: 武田氏 Takeda-si) egy japán nemesi daimjó család volt. A késő Heijan-korszakban volt a legtevékenyebb. Körülbelül a 12.századtól 1582-ig létezett, amikor Oda Nobunaga elfoglalta az utolsó Takeda területet és ezzel legyőzte a családot. A ház legyőzésével a család elvesztette a területeit, de a veszteségüket követően nem haltak ki. A család területe főleg a Kai tartományban terült el, azaz a mai Jamanasi prefektúrában.
Kiemelkedő személy volt a családból Takeda Singen(武田信玄), az ő korának és minden idők egyik legnagyobb hadvezére. Singen leginkább a taktikai zsenialitásáról és innovációiról volt híres. Leginkább minden bizonnyal viszont a lovas rohamozásairól lehetett kiemelkedő a neve. Amikor Singen a 16. században hatalomra került a lovas szamurájai főleg íjászokból álltak, mivel viszont főleg gyalogságból álltak ekkoriban a seregek, amelyek nagy számban tartalmaztak íjászokat, Singen átalakította a lovas íjászait lándzsás lovasokká, amelyek pusztító csapást mértek az ellenfélre a Mikatagaharai csatában 1572-ben. Singen új taktikája annyira híres lett, hogy később a Takeda sereget kiba gundannak (騎馬軍団), azaz „lovas sereg”-nek nevezték.
Miután Takeda Singen meghalt 1573-ban, betegségben, Kacujori vette át a hatalmat, aki kevésbé volt tehetséges a csatákban és a taktikázásban. Takeda Kacujori 1575-ben le lett győzve a híres Nagasinói csatában, Oda Nobunaga által.

## Történelme

### Eredete
A ház eredetileg Szeiva Császár leszármazottja, és a Minamoto ház egyik ágából származik. Az első ember, aki felvette a Takeda vezetéknevet Minamoto Josikijo volt, Minamoto Josimicu fia.

### Hadserege
A Takeda család hadserege Japán-szerte ismert volt, mint az egyik legerősebb és legnagyobb sereg a Hódzsó és a Móri család seregei mellett. A sereg viszont akkor lett igazán híres miután ők voltak az egyetlenek, akik legyőzték Tokugava Iejaszut a Mikatagaharai csatában.

### A Takedák és az Imagavák kapcsolata
Takeda Nobutora és az Imagavák kapcsolatában 1532-ben állt be változás, amikor az Imagava-daimjó, Imagava Udzsiteru meghalt, örökösének a személyében pedig a ház vezetői nem tudtak megegyezni. Nobutora úgy döntött, beavatkozik a válságba az egyik jelölt, az elhunyt daimjó féltestvére oldalán – ezt az ifjút Udzsiteru hatalomra kerülése idején a kor szokásainak megfelelően kolostorba küldték, a Zentokudzsi templomban élt Sóhó szerzetesi néven. Nobutora döntésében szerepet játszhatott, hogy korábbi ellensége, a szurugai Fukusima-ház Sóhó testvérét támogatta, aki szintén szerzetes volt. Sóhó és pártja végül győzelmesen került ki a harcból és a fiatal szerzetes Imagava Josimoto néven elfoglalta helyét az Imagavák daimjójaként. Nobutora az ellenpárt hozzá menekült tagjait szeppukura kényszerítette, amely tettével kiváltotta saját emberei rosszallását is, a Takeda-hivatalnokok jó része tiltakozásul elhagyta a szolgálatát. A Takedák és az Imagavák kapcsolata ettől kezdve baráti lett, Josimoto közbenjárása segített, hogy a kiotói arisztokrata Szandzsó Kinjori lányát eljegyezzék Nobutora fiával, Nobutora pedig 1533-ban saját lányát Josimotóhoz adta feleségül.

### Aikido eredete
Korábbi feljegyzések szerint úgy vélik, az aikidó technikái eredetileg Sinra Szaburo Minamoto no Josimicu nevéhez kötődnek, aki körülbelül 900 évvel ezelőtt a Szeiva Gendzsi híres szamurája és Szeiva császár leszármazottja volt. Josimicu továbbadta művészetét fiának, Josikijunak, aki később letelepedett és családot alapított a Kai tartományban (a mai Jamanasi Prefektúra), a Takeda klán által felügyelt területen, ahol 1500-as évektől az 1800-as évek végéig élt az új nemzedék. Az új vonal így vette fel a Takeda vezetéknevet, és lett Kai-Gendzsi Takeda (Kai a tartományra utal, Gendzsi a család eredeti neve).

### A Takeda és az Ueszugi ház rivalizálása
1415-ben a Takeda-ház segítséget nyújtott a felkelőknek egy Ueszugi lázadásban. Asikaga Mocsiudzsi, Ueszugi uralkodója, és a személy aki ellen az Ueszugi lázadás meg lett rendezve megtorlást hirdetett a Takeda-ház ellen, ezzel elkezdve a 150 éves rivalizálást.
Takeda Harunobu 1540-ben váltotta le apját Takeda Nobutorát, ahogy Kai tartomány ura lett, gyorsan el is kezdett terjeszkedni. Attól függetlenül, hogy a Hódzsó klánnal számos alkalommal csaptak össze, a terjeszkedésük nagy részét inkább észak fele sikerült elérniük, ahol Takeda Harunobu a leghíresebb harcát vívta Ueszugi Kensin ellen.

### A Takeda ház és az Ainuk kapcsolata
A 16. század során a Takeda klán szoros kapcsolatokat épített ki az Ainu lakossággal. Nevüket Kakizakira változtatva elbástyázták magukat a hokkaidói Osima-félsziget déli csücskében, majd innen kiindulva fokozatosan kiterjesztették hatalmukat a környező vidékek ainu őslakosságára, majd később a vazallusaikká tették őket. Az 1580-as évek végén a Kakizaki-klán második nemzetségéhez tartozó Josihiro elfogadta Tojotomi Hidejosi főségét, majd 1599-ben nevét Macumaéra változtatta és szövetségre lépett Tokugava Iejaszuval.

### Vallások
Takeda Singen egy volt azok közül a daimjók közül, amelyek támogatták a Mjósindzsi iskola tanait. Szaitó Tosifudzsi és felesége, a Toki család Mino-ban, Imagava Josimoto Szurugában, Oda Nobunaga amikor Ovariban töltötte napjait Takeda Singen is létrehozott a saját területein Mjósindzsi templomokat, vagy melléktemplomokat a Mjósindzsi papoknak.
Kiemelt figyelmet nyújtottak a Konfucianizmusnak és a morális értékeinek. Példának jeléül a híres hadvezér, Takeda Singen ötvenhét cikkes jogi kódjai mellett létezik egy kilencvenkilenc darabból álló figyelmeztetésekből álló összeírás, amelyet Singen fiatalabb testvéröccse Nobusige állított össze, és a Beszélgetések és mondásokat idézi.

### Az Aki-i Takeda ház
Takeda Nobumicu (1162-1248), Takeda Nobujosi legidősebb fia segédkezett egy háborúban Kiszo Josikana és a Taira klán ellen. 1213-ban visszaverte a Vada Josimori által szervezett felkelést. A Dzsókju háború idejében (1221), segédkezett a Hódzsó klánnak és beléptek Kiotóba. Cserébe a segítségükért megkapták a Sugo címet Aki területére.

### Takeda vár
A Takeda vár (竹田城 Takeda-dzsó) ma egy várrom Aszago városában, Hjógo prefektúra északi részén. Otagaki Micukage építette Jamana Szózen megbízásából aki a terület ura volt akkor, 1441-ben. Megépülése után Otagaki lett a vár ura. 1577-ben viszont Hidejosi Tojotomi elfoglalta a várat a Tadzsima provinciáért folyó kampányban. Azután a fiatalabbik testvére lett a tulajdonosa, Hidenaga. A vár utolsó tulajdonosa Akamacu Hirohide volt, aki Tokugava Iejaszu mellett harcolt a Szekigaharai csatában 1600-ban. Vitézi harcolása ellenére, megvádolták gyújtogatással. Ezután Akamacu Hirohide szeppukut követett el és a várat magára hagyták.

## Gazdálkodás

### Környezeti adottságok kihasználása
A késő 16. század egyik legfigyelemreméltóbb árvízellenőrzése és öntözése Takeda Singen (1521-73) daimjó neve alatt állt a Kamanasi és a Fuefuki folyó között, Kófu várostól délre, egy olyan területen amelyen Japánban így is a legnagyobb hektáron termett a rizs. A Midai folyó, amely a Kamanasiba folyt, át lett irányítva északra, hogy becsatlakozzon a Kamanasiba egy olyan ponton, ahol szirtek vannak a szemközti parton. Valamennyi idő elteltével Singen gátakat építtetett, amely úgy írányítja a vizet a Kamanasi felé, hogy amikor a folyók áradtak, a kiáramló víz a gátak mögötti rizsföldek felé folyjon gyengéden. Az Edo korszak alatt, ezek a gátak fokozatosan közelebb lettek téve a folyóhoz, és az 1750-es évekre a technológia olyan szintre fejlődött, hogy elérhetővé tette egy állandó gát elkészülését, amely körbekerítette egész Kófu déli részét. Ebben a korban, az eredeti Kamanasi folyó mellékfolyói mind át lettek alakítva öntözéses csatornákká.

### Háborús bevételek
Takeda Singen egyik kreatív bevételszerzési ötlete volt az emberrablás és váltságdíjazás. A háborúk alatt gyerekeket, nőket és mozgássérülteket ejtett foglyul, majd váltságdíjat követelt értük a családtagjaiktól.

### Kereskedő családok
A Takeda-ház a kereskedő családokra is támaszkodott, a hűségükért és üzleteikért cserébe földet, hajókat, rangot és adó kedvezményt ajánlottak.

## Területei és terjeszkedései

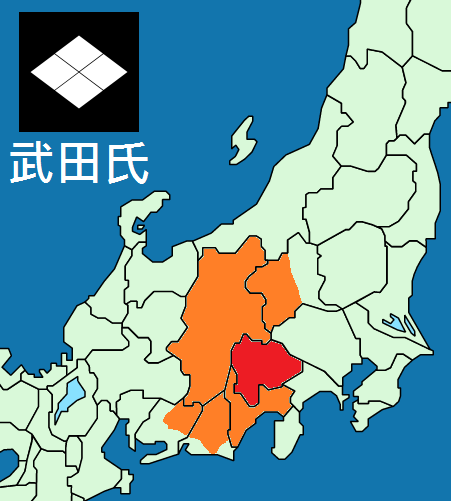
A Takeda család területei 1572-ben

A Szengoku-korszakig, a Takeda család Aki-nak, Kai-nak és Vakasza-nak voltak a Sugó-i, azaz katonai kormányzói. Takeda Nobutake (+ 1362) volt az utolsó Sugo aki Aki, Kai és Vakasza területét is magáénak tudhatta mielőtt felosztotta két fia között. Az idősebbik fia Nobunari Kai-t, a fiatalabbik Udzsinobu pedig Aki és Vakasza területét kapta meg.
1570-ben a Takeda család magáénak tudhatta Kai, Sinano és Szuruga területét, valamint Kozuke, Totomi és Hida területének egy részét. Singen ekkoriban a legfontosabb hadvezért volt Mino-tól keletre és az egyetlen aki abban a pozícióban volt, hogy Oda Nobunaga terjeszkedését képes lehessen megállítani.

## A Kai-i Takeda ház vezetői
- Takeda Nobujosi (1168–1186)
- Takeda Nobumicu (1186–1221)
- Takeda Nobumasza (1221–1265)
- Takeda Nobutoki (1265–1289)
- Takeda Tokicuna (1289–?)
- Takeda Nobumune (?–1330)
- Takeda Nobutake (1330–1359)
- Takeda Nobunari (1359–1394)
- Takeda Nobuharu (1394–1413)
- Takeda Nobumicu (1413–1417)
- Takeda Nobusige (?–1450)
- Takeda Nobumori (1450–1455)
- Takeda Nobumasza (1455–1491)
- Takeda Nobucuna (1491–1507)
- Takeda Nobutora (1507–1541)
- Takeda Singen (1541–1573)
- Takeda Kacujori (1573–1582)
- Takeda Nobukacu (1582)
- Takeda Nobuhara (1582–1587)
- Takeda Nobujosi (1587–1603)